# Stegana chitouensis
Stegana chitouensis är en tvåvingeart som beskrevs av Vasily S. Sidorenko 1998. Stegana chitouensis ingår i släktet Stegana och familjen daggflugor.
Artens utbredningsområde är Taiwan. Inga underarter finns listade i Catalogue of Life.